# Institut national des langues et civilisations orientales
Institut national des langues et civilisations orientales (INALCO), er et fransk universitet med speciale i undervisningsprog og kulturer i verden. Dens dækning dækker sprogene i Centraleuropa, Afrika, Asien, Amerika og Oceanien. 
Langues O'er et navn, der gav eleverne en specialskole, så Royal, så Imperial, derefter National, på de østlige sprog i Paris, som vedtog sit nuværende navn i 1971. Der er mange lærere - forskere, sprogkundskaber og diplomater.

## Berømte kandidater
- Isabelle Huppert
- André Malraux
- Pierre Messmer
- Olivier Roy
- Germaine Tillion
- Olivier Weber